# Doxycyclin
Doxycyclin ist ein Antibiotikum aus der Klasse der Tetracycline.
Es weist ein breites Wirkspektrum auf und zeigt eine bakteriostatische Wirksamkeit auf grampositive, gramnegative und zellwandlose Keime. Ebenso wirkt es gegen Plasmodium sp., zeigt aber nur geringe tuberkulostatische Wirksamkeit.

## Synthese
Doxycyclin kann aus Oxytetracyclin durch direkte Hydrierung mit Rhodium als Katalysator gewonnen werden.

## Eigenschaften

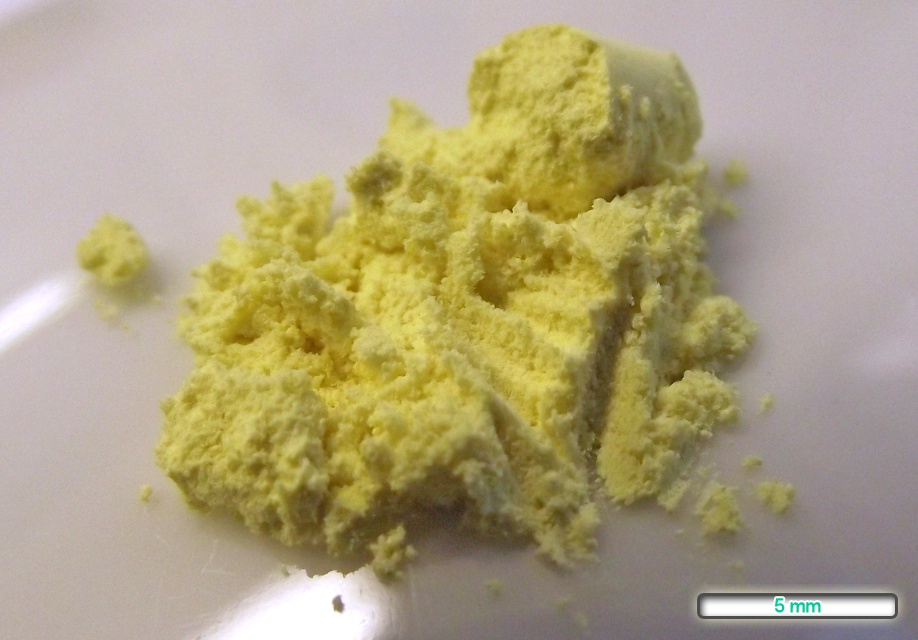
Doxycyclinhyclat ist ein gelbes, kristallines und hygroskopisches Pulver

Das Monohydrat von Doxycyclin ist ein gelber Feststoff. Das Anhydrat ist sehr schwer löslich in Wasser. Die Verbindung hat einen sehr bitteren Geschmack, deshalb wird es auch in Form des Kalziumsalzes verabreicht, welches einen akzeptablen Geschmack besitzt. Es ist ein halbsynthetisches Derivat von Oxytetracyclin, wurde 1957 patentiert und ist seit 1967 erhältlich.

## Wirkungsmechanismus
Der Wirkungsmechanismus von Doxycyclin beruht auf einer Hemmung der Proteinbiosynthese. Durch eine reversible Blockade der Bindungsstelle für die Aminoacyl-tRNA an der 30S-Untereinheit von Ribosomen wird die Verlängerung (Elongation) der Peptidkette unterbrochen. Doxycyclin behindert damit Wachstum und Vermehrung von Bakterien und wirkt so bakteriostatisch.

## Anwendungsgebiete
Der Wirkstoff unterliegt der ärztlichen Verschreibungspflicht.
Entsprechend seinem Wirkspektrum wird Doxycyclin zur Behandlung von Atemwegserkrankungen, Infektionen des Urogenitaltrakts, Infektionen des Magen-Darm-Trakts, Gallenwegsinfektionen, Akne, Rosazea, Chlamydien-Infektionen, Borreliose sowie bei zahlreichen seltenen Infektionen, wie zum Beispiel Pest und Milzbrand, eingesetzt. Ebenso wird Doxycyclin von der WHO und der Deutschen Gesellschaft für Tropenmedizin und Internationale Gesundheit e. V. (DTG) zur Malariaprophylaxe empfohlen, allerdings gibt es in Deutschland für diese Indikation keine zugelassenen Fertigarzneimittel.

## Nebenwirkungen
Während der Einnahme von Tetracyclinen, einschließlich Doxycyclin, wurde bei einigen Patienten eine Photosensibilisierung beobachtet. Hierbei entsteht nach Sonnen- oder UV-Strahlung eine Hautschädigung, bei der es sich nicht um einen gewöhnlichen Sonnenbrand, sondern um einen tieferen, potenziell irreversiblen Defekt handelt. Patienten, die sich eventuell direkter Sonnen- oder UV-Bestrahlung aussetzen, sollten über diese typische Tetracyclin-Reaktion informiert werden. Die Behandlung ist bei den ersten Anzeichen einer Hautrötung abzubrechen.
Darüber hinaus können akute Überempfindlichkeitsreaktionen mit Zungen- und Kehlkopfschwellung auftreten, die zu Atemnot und unter Umständen zu einem lebensbedrohlichen Schock führen.
Häufig tritt als Nebenwirkung Übelkeit aufgrund einer Reizung der Magenschleimhaut auf, dem kann jedoch durch Einnahme von Doxycyclin zu einer Mahlzeit begegnet werden.
Seltene Nebenwirkungen sind Entzündungen der Mund- und Rachenschleimhaut, Kopfschmerzen, Übelkeit, Erbrechen und (nicht immer rückbildungsfähig) Verlust oder Veränderung des Geruchs- und Geschmackssinns sowie eine Bauchspeicheldrüsenentzündung. 
Vor allem bei Überdosierung können Leber- und Nierenschädigungen auftreten.
Eine gleichzeitige Einnahme mit Milch und Milchprodukten sowie anderen calcium- oder magnesiumhaltigen Arznei- oder Lebensmitteln soll angeblich die Aufnahme von Doxycyclin aus dem Magen-Darm-Trakt vermindern (Bildung von schwerlöslichen Komplexen) und somit die therapeutische Wirkung reduzieren, tatsächlich sind jedoch auch (z. B. als Vibramycin-Calcium Sirup, Pfizer USA) Darreichungsformen im Handel, bei denen der Wirkstoff direkt im Präparat mit Calciumchlorid versetzt wurde. Wissenschaftliche Untersuchungen finden regelmäßig bei Doxycyclin – im Gegensatz zu Tetracyclin und Oxytetracyclin – deutlich verminderte Affinität zur Bildung von Chelaten mit Calcium. Insofern ist die
behauptete Reduktion der Wirksamkeit von Doxycyclin durch Calcium nicht ausreichend belegt bzw. durch im Verkehr befindliche Präparate widerlegt.
Langfristiger Alkoholkonsum kann durch die erhöhte Stoffwechselrate der Leber bei einigen Patienten dazu führen, dass die Serumkonzentration von Doxycyclin bei einmal täglicher Einnahme unter die therapeutische Schwelle fällt, sodass eine zweimal tägliche Dosierung erforderlich sein könnte. Akuter Alkoholkonsum beeinträchtigt jedoch die Wirksamkeit von Doxycyclin nicht wesentlich.
Während der Schwangerschaft, Stillzeit und bei Kindern unter acht Jahren ist Doxycyclin kontraindiziert, da bei Föten vom 4. Monat an sowie bei Säuglingen und Kindern bis zum 8. Lebensjahr durch die Einlagerungen von Doxycyclin Zahnverfärbungen, Zahnschmelzschäden und eine Verzögerung des Knochenwachstums auftreten können. Auch bei Erwachsenen tritt eine Einlagerung von Doxycyclin in knochenbildende Gewebe ein, nach Beendigung der Anwendung ist dieser Effekt jedoch reversibel.
Bei gleichzeitiger Verwendung von oralen Kontrazeptiva kann deren Wirkung aufgehoben werden.

## Handelsnamen
Monopräparate
Aknefug Doxy (D), Antodox (D), Atridox (A), Doxakne (D), Dotur (A), Doxybene (A), Doxyclin (CH), Doxyderma (D), DoxyHexal (D), Doxylag (CH), Doxymono (D), Doxysol (CH), Oraycea (D, A), Periostat (A), Rudocyclin (CH), Supracyclin (CH), Tasmacyclin (CH), Vibramycin (A, CH), Vibravenös (A, CH), Zadorin (CH), diverse Generika (D, A, CH)
Kombinationspräparate
Ambrodoxy (D), Ambroxol comp. (D)
Tiermedizin:
Centidox, Doxy, Doxybactin, HydroDoxx, Pulmodox, Ronaxan, Soludox, Powdox

## Regulierung
Über den Safe Drinking Water and Toxic Enforcement Act of 1986 besteht in Kalifornien eine Kennzeichnungspflicht für Produkte zur inneren Anwendung, die seit 1. Juli 1990  Doxycyclin, seit 1. Oktober 1991 Doxycyclinhyclat oder Doxycyclinmonohydrat oder seit 1. Januar 1992 Doxycyclin Calcium enthalten.